# Mary Kenneth Keller
Mary Kenneth Keller, B.V.M. (Cleveland, 17 dicembre 1913 – Dubuque, 10 gennaio 1985), è stata una religiosa e educatrice statunitense, pioniere dell'informatica.
Il 7 giugno 1965 è stata la prima persona a ottenere un dottorato in informatica negli Stati Uniti.
Mary Keller ha conseguito la laurea presso l'Università del Wisconsin-Madison. La sua tesi, intitolata Inductive Inference on Computer Generated Patterns, riguardava l'elaborazione di algoritmi per la soluzione analitica di equazioni differenziali.

## Biografia
Nata in Ohio nel 1913 circa, nel 1932 entra nella congregazione delle Suore della carità della Beata Vergine Maria e prese i voti in quella congregazione religiosa nel 1940. Conseguì un Bachelor of Science in matematica (1943) e un master in matematica e fisica (1953) presso la DePaul University.
Nel 1958, Mary Keller iniziò a lavorare presso il computer center dell’Università di Dartmouth, nel New Hampshire, istituto allora composto da soli uomini, dove partecipò allo sviluppo del linguaggio di programmazione BASIC.
Mary Keller credeva nelle potenzialità dei computer di migliorare l'accesso alle informazioni e promuovere l'istruzione.
Nel 1965, dopo aver conseguito il dottorato, Mary Keller fondò il dipartimento di informatica del Clarke College in Iowa, che diresse per venti anni. Al Clarke College è stato istituito in suo onore il Keller Computer Center and Information Services, che porta il suo nome, e che fornisce il supporto informatico agli studenti universitari, ai docenti e al personale del College. Il collegio ha inoltre istituito la borsa di studio Mary Kenneth Keller Computer Science Scholarship in suo onore.
Mary Keller sosteneva il coinvolgimento delle donne nel settore informatico, e contribuì alla fondazione dell'Association of Small Computer Users in Education (ASCUE).
Mary Keller morì il 10 gennaio 1985, all'età di 71 anni.